# 托雷帕拉维奇纳
托雷帕拉维奇纳（義大利語：Torre Pallavicina），是意大利贝加莫省的一个市镇。总面积10平方公里，人口1130人，人口密度113.0人/平方公里（2009年）。国家统计（ISTAT）代码为016217。